# محمد رضا السيستاني
محمد رضا السيستاني هو ابن المرجع الشيعي علي السيستاني، ولد في النجف في17 ربيع الأول 1382 هـ الموافق 1962، وتخرج على يد أعلام حوزة النجف، ومنهم: أبو القاسم الخوئي وعلي السيستاني وعلي البهشتي. يقوم بإدارة مكاتب السيستاني في النجف .ويمكن أن يكون مرجع ديني بعد والده

## عائلته
متزوج ولديه من الأبناء:
- حسن السيستاني
- حسين السيستاني
- محسن السيستاني

## مؤلفاته
- بحوث في مناسك الحج، 21 مجلدًا، وهو تقريرات أبحاثه الفقهية.
- وسائل المنع من الإنجاب ويليه بحث حول جنابة المرأة بغير المقاربة.
- وسائل الإنجاب الصناعية.
- قبسات من علم الرجال، ثلاث مجلدات، وهو تقرير لأبحاثه الرجالية.
- الذبح بغير الحديد والزي والتجمل ومسائل أخرى.
- التظليل للمحرم.
- التكفير في الصلاة.
- اتّحاد الآفاق واختلافها في بداية الأشهر القمرية - وهو تقريرًا لأبحاثه.
- زواج البكر الرشيدة بغير إذن الولي - وهو تقرير لبحثه
- كتاب العلل للفضل بن شاذان - وهو تقرير لبحثه.